# Episodi di Rescue Me (sesta stagione)
La sesta stagione della serie televisiva Rescue Me, composta da dieci episodi, è stata trasmessa sul canale statunitense FX dal 29 giugno al 31 agosto 2010.
In Italia è stata trasmessa in prima visione su Italia 1 dal 31 ottobre al 20 novembre 2012 in orario notturno.
| nº | Titolo originale | Titolo italiano      | Prima TV USA   | Prima TV Italia  |
| -- | ---------------- | -------------------- | -------------- | ---------------- |
| 1  | Legacy           | Seconda vita         | 29 giugno 2010 | 31 ottobre 2012  |
| 2  | Change           | Cambiare             | 6 luglio 2010  | 1º novembre 2012 |
| 3  | Comeback         | Ritorno              | 13 luglio 2010 | 2 novembre 2012  |
| 4  | Breakout         | Evasione             | 20 luglio 2010 | 5 novembre 2012  |
| 5  | Blackout         | Blackout             | 27 luglio 2010 | 9 novembre 2012  |
| 6  | Sanctuary        | Fuga dall'alcool     | 3 agosto 2010  | 12 novembre 2012 |
| 7  | Forgiven         | Perdono              | 10 agosto 2010 | 13 novembre 2012 |
| 8  | Cowboy           | Cowboy               | 17 agosto 2010 | 14 novembre 2012 |
| 9  | Good-Bye         | Goodbye              | 24 agosto 2010 | 15 novembre 2012 |
| 10 | A.D.D.           | Deficit d'attenzione | 31 agosto 2010 | 20 novembre 2012 |